# Eodiaptomus sanoamuangae
Eodiaptomus sanoamuangae is een eenoogkreeftjessoort uit de familie van de Diaptomidae. De wetenschappelijke naam van de soort is voor het eerst geldig gepubliceerd in 1998 door Reddy & Dumont.